# Arthropsis
Arthropsis — рід грибів. Назва вперше опублікована 1982 року.

## Класифікація
До роду Arthropsis відносять 4 види:
- Arthropsis cirrhata
- Arthropsis hispanica
- Arthropsis microsperma
- Arthropsis truncata